# Ekonomika Íránu
Íránská ekonomika  je smíšená a přechodová s velkým veřejným sektorem. Okolo 60% ekonomiky je centrálně plánováno. Ekonomice dominuje produkce ropy a plynu, i když je asi 40 podniků přímo napojeno na teheránskou burzu – jednu z nejvýkonnějších světových burz v posledním desetiletí. S 10% prokázaných světových zásob ropy a 15% plynu je Írán považován za "energetickou velmoc".
Dle parity kupní síly je íránská ekonomika osmnáctá největší a podle nominálního hrubého domácího produktu devětadvacátá. Z důvodu vysokého potenciálu rozvoje je země členem skupiny Next Eleven.
Regulace cen a dotace, hlavně pokud jde o potraviny a energie, hospodářství zatěžují. Pašeráctví, správní kontrola, rozšířená korupce, a další faktory podkopávají růst soukromého sektoru.
Většinu vývozu země pokrývá ropa a zemní plyn, což v roce 2010 představovalo většinu vládních příjmů. Příjmy z vývozu ropy Íránu umožnily, aby k roku 2010 nahromadil více než 100 miliard dolarů v devizových rezervách. Vzhledem ke své relativní izolaci od světových finančních trhů byl Írán zpočátku schopen vyhnout se recesi v důsledku globální finanční krize v roce 2008. Přesto po stále přísnějších sankcích uvalených ze strany mezinárodního společenství jako důsledek íránského jaderného programu klesl vývoz ropy o polovinu a tak byl Írán poprvé od 80. let ve vývozu ropy předstižen Irákem. V září 2012 íránský riál klesl vůči americkému dolaru na rekordní minimum 23 900.